# 床清
床清（とこせい、1923年（大正12年）10月10日 - 2002年（平成14年））は、大相撲の元床山。本名:佐々木清養。

## 略歴
1923年9月1日、関東大震災のさなか誕生する。その後青森に疎開し、現地で出生届を記入し、戸籍上は10月10日となる。
その後東京に戻り、幼少より相撲に親しむ。1937年5月に出羽海部屋に入門。戦後少なくなった床山の中で修業し、名人とされた。
大部屋の出羽海部屋に所属し、床山として双葉山、千代の山、栃錦、若乃花、佐田の山、北の富士、三重ノ海らの髷や大銀杏を結う。歴代横綱の信頼が厚かった。
床山の等級としては、遅くとも1980年までには一等床山に昇進したことがわかっている。1986年9月場所限り定年退職。2002年に79歳で亡くなった。
小林照幸『床山と横綱　支度部屋での大相撲五十年』新潮社 1996/に聞き書きがある。（上記文庫はその改題）